# Balise Transmission Module

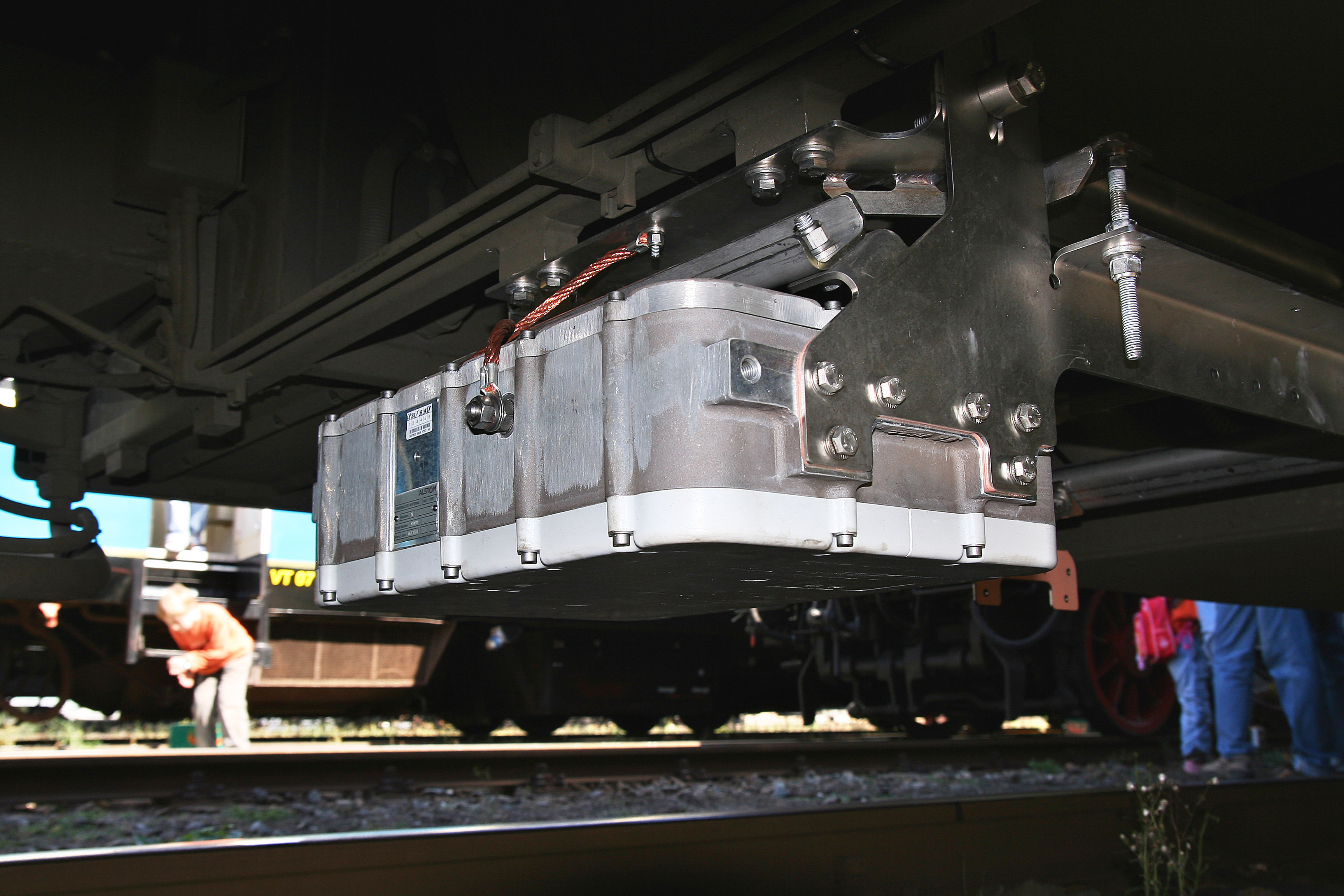
Antenneneinheit einer ETCS-Fahrzeugausrüstung

Das Balise Transmission Module (BTM) ist Teil eines punktförmigen Übertragungssystems für sicherheitsrelevante Daten zwischen Eisenbahnfahrzeugen und der signaltechnischen Streckenausrüstung. Es bereitet die Daten, die über eine in der Mittelachse unter dem Fahrzeug eingebaute Antenne aus Balisen empfangen wurden, zur weiteren Verarbeitung auf.
Die ETCS-Spezifikation beschreibt das BTM als „Modul auf dem Fahrzeug zur intermittierenden Übertragung zwischen Strecke und Zug die Uplink-Signale und Telegramme einer Balise verarbeitet.“ („An On-board module for intermittent transmission between track and train, which processes Up-link signals and telegrams from a Balise.“) Das BTM unterhält dabei Schnittstellen zum ETCS-Kern und der Antenneneinheit. Es bereitet die aus Balisen ausgelesenen Informationen auf und gibt sie, zusammen mit einer Ortsinformation, an den ETCS-Kern weiter. Per Track Condition kann im Bereich großer Metallmassen die Datenintegritätsprüfung des BTM kurzzeitig ausgesetzt werden. Diese „big metal masses“ können wiederum u. a. Rückwirkungen auf die Blockteilung haben.

## Unterstützte Balisen

### Eurobalise

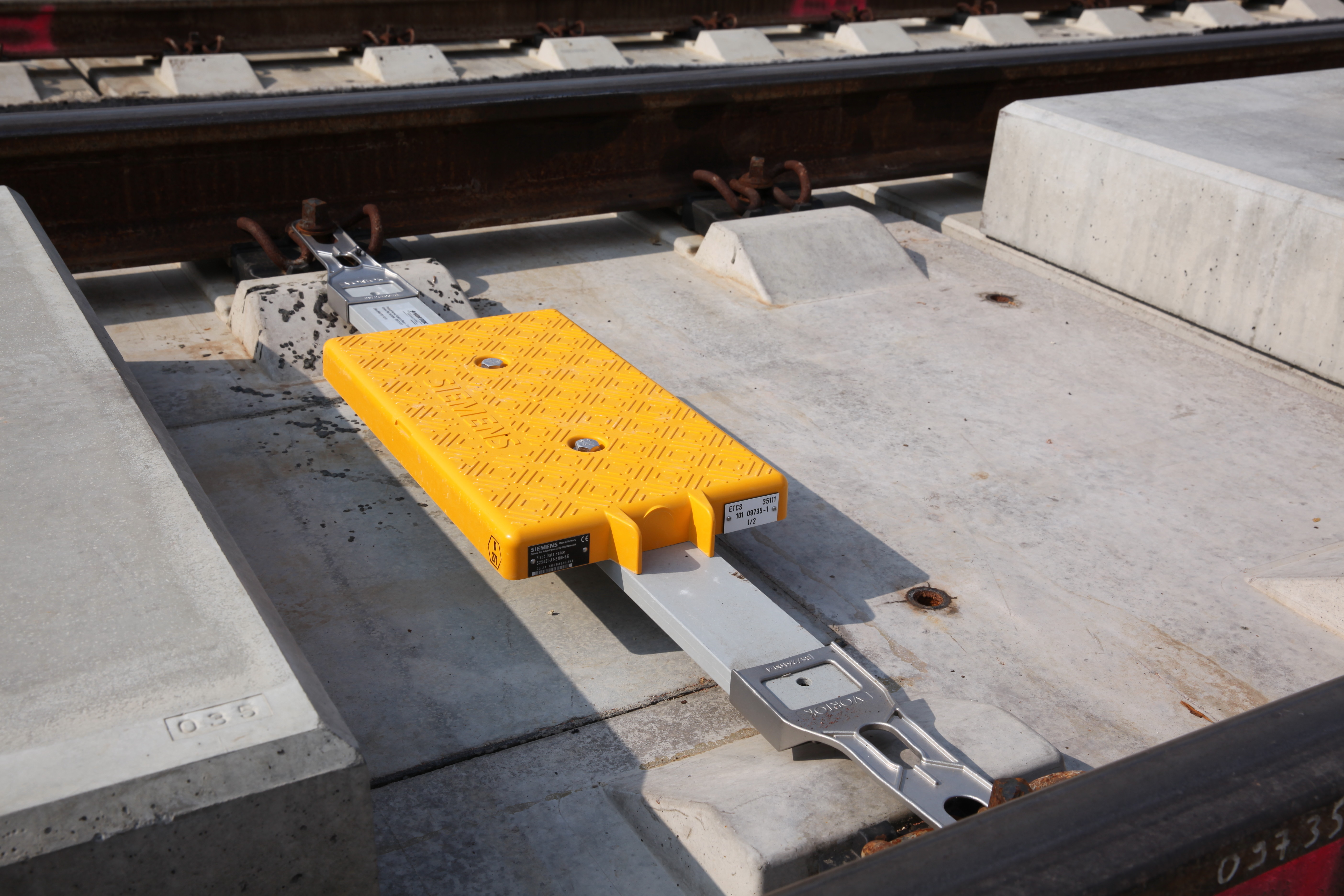
Im Gleis mittig befestigte Eurobalise auf einer Bahnstrecke in Deutschland

Jedes BTM unterstützt Eurobalisen. Diese arbeiten mit einer Trägerfrequenz von 27,095 MHz mit FSK-Modulation. Es gibt Eurobalisen, die entweder ein 341-Bit- oder ein 1023-Bit-Datenwort übertragen.
Daneben unterstützt ein Teil der ETCS-Fahrzeugausrüstungen auch Euroloops.

### KVB und EBICAB 700/900
Häufig unterstützen BTMs neben der Eurobalise auch noch die Balisen der Zugbeeinflussungssysteme KVB oder Ebicab700/900, diese arbeiten mit der Trägerfrequenz 27,115 MHz mit ASK-Modulation. Mit einem solchen BTM ist es möglich, Fahrzeuge mit ETCS-Ausrüstung kostengünstig mit einem Specific Transmission Module zur Unterstützung dieser herkömmlichen Systeme auszustatten.